# 24/7 Championship
WWE 24/7 Championship là một chức vô địch đấu vật chuyên nghiệp do WWE tạo ra. Đây là chức vô địch cấp ba, dành cho tất cả các đô vật của WWE, đã từng hay chưa từng giành đai và được áp dụng quy tắc "24/7" trong đó đai sẽ được bảo vệ ở mọi nơi, mọi lúc, miễn là có trọng tài WWE. Với quy tắc này, đai sẽ được bảo vệ ở tất cả các thương hiệu của WWE, bao gồm Raw, SmackDown, 205 Live, NXT và NXT UK - cũng như ngoài các chương trình trên,  thường được đăng tải trên trang web của chương trình đó, các video và các tài khoản truyền thông xã hội. Nhà vô địch hiện tại là Reggie, người có lần đầu tiên giành đai này.
Chức vô địch đã được Mick Foley tiết lộ vào ngày 20 tháng 5 năm 2019 tại Raw mà Titus O'Neil là nhà vô địch đầu tiên. Nó tương tự như đai WWE Hardcore Championship trước đây, cũng có quy tắc "24/7". Quy tắc "24/7" có thể bị đình chỉ bởi một nhân vật có quyền, thường là được thực hiện trong một trận đấu vật cho đai hoặc các trận đấu không tranh đai nhưng liên quan đến các nhà vô địch.

## Lịch sử

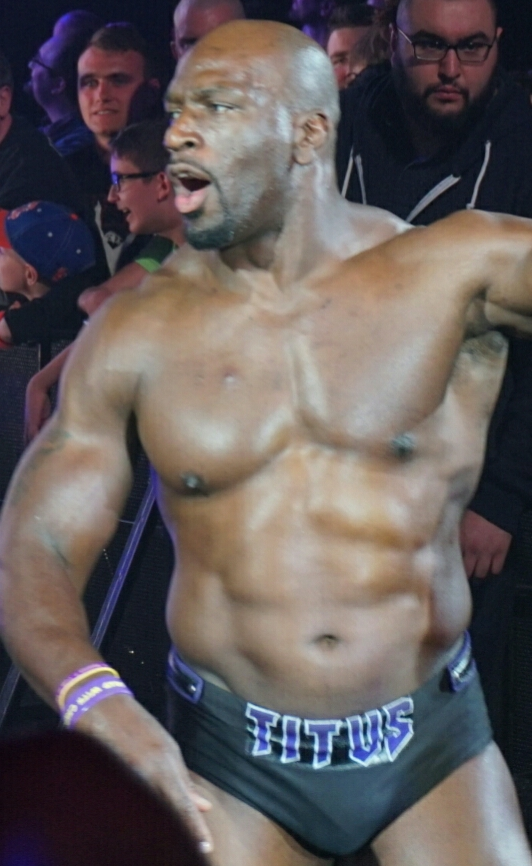
Nhà cựu vô địch đai 24/7 Titus O'Neil, thành viên của thương hiệu Raw, là người đầu tiên giành được đai

Trong sự kiện trả-cho-mỗi-lần-xem Money in the Bank vào ngày 19 tháng 5 năm 2019, WWE thông báo sẽ có một chức vô địch mới và sẽ được giới thiệu vào hôm sau. Vào Raw đêm sau, huyền thoại và WWE Hall of Fame Mick Foley công bố đai WWE 24/7 Championship. Giống đai WWE Hardcore Championship trước đây và Quy tắc 24/7 có thể được bảo vệ mọi lúc, mọi nơi, miễn là có trọng tài WWE, do đó mới có tên như vậy. Rồi Foley cho biết đai sẽ được bảo vệ trên cả năm thương hiệu của WWE, bao gồm Raw, SmackDown!, NXT, 205 Live và NXT UK. Ông cũng nói các huyền thoại WWE có thể trở lại và tranh danh hiệu. Sau đó, Foley đặt chiếc đai trên võ đài và nói rằng bất cứ ai chạm vào được đai sẽ trở thành nhà vô địch đầu tiên. Titus O'Neil trở thành người đầu tiên giành được đai, đánh bại Cedric Alexander, Drake Maverick, EC3, Eric Young, Karl Anderson, Luke Gallows, Mojo Rawley và No Way Jose để giành đai. Danh hiệu sau đó cũng được công bố rằng nó sẽ không độc quyền và cũng sẽ được bảo vệ bởi các tổ chức không bởi WWE sau khi cựu vô địch nữ và những người không phải đô vật giành đai Kelly Kelly và vận động thể thao Fox Rob Stone.
Mặc dù có quy định dành cho chiếc đai, nhưng quy tắc 24/7 có thể bị đình chỉ bởi một nhân vật có quyền lực. Điều này thường xảy ra khi nhà vô địch tham gia vào một trận đấu nào đó. Ví dụ, sau khi Elias giành được danh hiệu từ R-Truth vào ngày 28 tháng 5 năm 2019 tại SmackDown!, Shane McMahon đình chỉ quy tắc 24/7 cho đến hết trận đấu đồng đôi vào tối hôm đó, bao gồm cả
Elias và R-Truth. Hoặc quy tắc cũng có thể bị đình chỉ trong một trận đấu theo lịch trình thực tế tranh đai để ngăn chặn các đô vật khác tham gia. Ví dụ, khi R-Truth bảo vệ đai và để mất danh hiệu trước Elias trong trận Lumberjack vào ngày 4 tháng 6 năm 2019 tại SmackDown. Một ví dụ khác là khi R-Truth tham gia và là khách mời trong Miz TV của The Miz và sau đó là một trận đấu tay đôi giữa R-Truth và Drake Maverick và cả ngày 24 tháng 6 của SmackDown.
Nhà báo đấu vật chuyên nghiệp Dave Meltzer cho rằng ý tưởng của đai được đề xuất bởi USA Network, nơi Raw và SmackDown đang cố tăng lượng người xem chương trình (với SmackDown sau đó đã chuyển sang kênh FOX từ tháng 10 năm 2019) cùng với đó là việc tăng thời lượng của chương trình với Raw thành ba tiếng. Lượng người xem của cả hai chương trình đang giảm dần; lần lượt các ngày 29 và 30 tháng 4 năm 2019, các tập phim Raw và SmackDown, tương ứng, cả hai đều đạt mức thấp kỉ lục khi phát sóng ngoài kỳ nghỉ mùa bóng đá, với số lượng xem giảm nhiều nhất trong ba tiếng chương trình Raw.
Vào tháng 10 năm 2019, Meltzer đã thông báo rằng sau WWE Draft 2019, danh hiệu sẽ chỉ xuất hiện trên Raw khi SmackDown chuyển sang phát sóng trên kênh FOX và do danh hiệu là ý tưởng của WWE Network. Mặc dù danh hiệu được thiết lập theo quy tắc nó có thể được bảo vệ trên bất kỳ thương hiệu nào, nhưng nó chủ yếu chỉ xuất hiện trên Raw kể từ lần draft đó, mặc dù một vài đô vật không thuộc dàn sao Raw đã giành được danh hiệu kể từ đó.

## Thiết kế đai
Thiết kế đai vô địch có ba tấm vàng trên dây đeo bằng da màu xanh lá cây. Hình tròn giữa đai nổi bật với dòng chữ "24/7" ở giữa ("24" và "7" có màu xanh lá cây). Logo WWE được dán ở trên cùng trong khi từ "CHAMPION" được viết dọc cạnh nửa dưới của hình tròn trung tâm. Hai tấm bên, một ở hai bên của hình tròn trung tâm, là hình chữ nhật. Không giống như hầu hết các đai vô địch khác của WWE, các tấm bên không thể được tùy chính với logo của nhà vô địch hiện tại. Chúng hầu hết đều trống nhưng với thiết kế trang trí công phu đơn giản ở góc dưới bên trong và góc ngoài cùng trên cùng của mỗi cái. Vì vành đai thiếu các tấm bên có thể được tùy chỉnh, Drake Maverick đã đặt các nhãn dán có nội dung: "Maverick 24:7" vào khoảng trống của các tấm bên, trong khi Samir Singh đặt từ "Bollywood" xung quanh hình tròn trung tâm.

## Tiếp nhận
Tiết lộ của chức vô địch đã nhận được phản ứng tiêu cực từ đám đông trực tiếp, họ đã la ó nó trong buổi ra mắt. Foley nói rằng sự đón nhận tồi tệ này có lẽ do người hâm mộ muốn thấy Harcode Championship trở lại trái ngược với danh hiệu mới này. Foley hi vọng rằng nó sẽ mang lại niềm vui và sự phấn khích mà đai Harcode có với "quy tắc 24/7", nhưng không có cùng nguy hiểm. Fellow Hall of Famer Edge cho biết khái niệm này rất vui nhưng tiêu đề là "chức vô địch tệ nhất từng được tạo ra". Mike Johnson của "PWInsider" thích khái niệm này, nhưng phần giới thiệu là "ngớ ngẩn", vì người hâm mộ tin rằng "chỉ trong một giây, chiếc đai này sẽ là thứ được tiết lộ mang lại sự khắc nghiệt, khó chịu".
Sự phổ biến của chiếc đai này với người hâm mộ sau đó đã được cải thiện: trong vài tuần, Đai vô địch 24/7 sẽ có được các phân đoạn được xem cao nhất của cả Raw và SmackDown trên YouTube, thu hút hàng triệu lượt xem mỗi video. R-Truth vô địch 24/7 nhiều lần được người hâm mộ bình chọn là nhà vô địch yêu thích của họ vào tháng 6 năm 2019
Trong những tháng đầu năm 2020, đai nhận sự chỉ trích do thiếu sáng tạo trong các phân đoạn và trận đấu có sự tham gia của danh hiệu. Vào ngày kỷ niệm đầu của danh hiệu tháng 5 năm 2020, Bleacher Report xuất bản một bài báo rằng WWE có thể hồi sinh "mánh khoé quảng cáo" của đai 24/7, "WWE có tiềm năng tạo sự đặc biệt với đai 24/7", nhưng "đôi khi" đai "chỉ cảm thấy như bị bỏ lại phía sau".

## Các kỷ lục
Tính đến ngày 20 tháng 7 năm 2021, đã có 145 lần vô địch đai với khoảng 48 nhà vô địch khác nhau, có ba lần vô địch không được công nhận trên lịch sử chính thức của đai trên WWE.com. R-Truth lập kỉ lục giữ đai nhiều lần nhất với 53 lần và có tổng số ngày giữ đai nhiều nhất với 425 ngày (415 ngày được WWE công nhận). Lần giữ đai duy nhất của Rob Gronkowski là lần giữ đai dài nhất với 67 hoặc 68 ngày (ngày chính xác anh giành được đai không rõ, nhưng WWE công nhận lần giữ đai của anh kéo dài 57 ngày tính theo ngày phát sóng chậm và vẫn là nhà vô địch giữ đai lâu nhất). Chỉ có 14 đô vật giữ đai lâu hơn một ngày là Angel Garza, Akira Tozawa, Bad Bunny, Carmella, Drake Maverick, Drew Gulak, Elias, Maria Kanellis, Mojo Rawley, Reggie, Riddick Moss, Shelton Benjamin và hai anh em Singh (Samir và Sunil). Tucker là người giữ đai ngắn nhất, chỉ kéo dài đúng 4 giây. WWE Hall of Famer Pat Patterson là nhà vô địch lớn tuổi nhất khi giành đai ở tuổi 78 (cũng khiến ông trở thành người giữ đai lớn tuổi nhất trong lịch sử WWE), trong khi rapper người Puerto Rico Bad Bunny là người trẻ nhất từng giữ đai ở tuổi 26. Cựu đô vật Kelly Kelly là người đầu tiên trong sáu đô vật nữ giành được danh hiệu này. WWE Hall of Fame "The Million Dollar Man" Ted DiBiase là một trong hai người giành đai mà không cần phải đè đếm hoặc đấu trong một trận đấu; ông đã mua luôn chức vô địch từ nhà vô địch trước đó Hall of Famer Alundra Blayze, người sắp ném đai vào thùng rác (tái hiện lại sự việc tương tự mà cô đã làm với đai WWF Women's Championship khi cô tham gia World Championship Wrestling năm 1995). Lần giữ đai thứ 50 của R-Truth cũng vậy, khi anh thuyết phục Bad Bunny đổi lấy đai với kỷ vật của Stone Cold Steve Austin. The Revival (Scott Dawson và Dash Wilder) là nhóm đồng đội duy nhất giành đai, và được công nhận đồng vô địch.
Những người không phải đô vật từng giữ đai bao gồm vận động viên thể thao Fox Rob Stone, cầu thủ NBA Enes Kanter, nhà sản xuất nhạc điện tử/disc jockey Mashmello, Quản lí Tài khoản Cao cấp WWE Micheal Giaccio, tay đua NASCAR Kyle Busch, phát thanh viên Raw Mike Rome, cầu thủ National Football League Rob Gronkowski, phát thanh viên pay-per-view WWE Peter Rosenberg, cựu cầu thủ NFL, CFL và USFL Doug Flutie, và rapper Bad Bunny.
Nhà vô địch hiện nay là Reggie, người đang có lần đầu tiên giữ đai này. Anh đè đếm Akira Tozawa trong Raw ngày 19 tháng 7 năm 2021 tại Dallas, Texas.